# Nazionale maschile di pallacanestro della Bolivia
La nazionale di pallacanestro della Bolivia è la rappresentativa cestistica della Bolivia ed è posta sotto l'egida della Federazione cestistica della Bolivia.

## Piazzamenti

### Campionati sudamericani
- 1943 - 6°
- 1963 - 9°
- 1977 - 9°
- 1989 - 9°

- 1997 - 10°
- 1999 - 10°
- 2001 - 10°
- 2012 - 8°

- 2016 - 8°

## Formazioni

### Campionati sudamericani
Campionato sudamericano maschile di pallacanestro 1997Claros, Fernández, González, Justiniano, Lema, Mariscal, Mercado, Moreno, Pacheco, Parraga, Peris, Saavedra, All. Fernando Sejas
Campionato sudamericano maschile di pallacanestro 2001Asbún, H. Añez, V. Áñez, Chapotín, España, Fernández, Gutiérrez, Justiniano, Lema, Mercado, Muñoz, Pantoja, All. René Verduguez
Campionato sudamericano maschile di pallacanestro 20124 Corrales, 5 Romero, 6 González, 7 Camargo, 8 Martínez, 9 Justiniano, 10 Olguín, 11 Cadario, 12 Fernández, 13 Mendoza, 14 Gutiérrez, 15 Recamo,        All. Sandro Patino
Campionato sudamericano maschile di pallacanestro 20164 Salvatierra, 5 Romero, 6 Fernández, 7 Camargo, 8 Ramos, 9 Justiniano, 10 Arze, 11 Veizaga, 12 Calvo, 13 Olguín, 14 Mercado, 15 Ochoa,        All. Giovanni Vargas